# Gollumiella antennata
Gollumiella antennata är en stekelart som först beskrevs av Charles Joseph Gahan 1940.  Gollumiella antennata ingår i släktet Gollumiella och familjen Eucharitidae. Inga underarter finns listade i Catalogue of Life.